# 張啓泰
张启泰，字开之。山東长山县人。清朝政治人物、進士出身。

## 生平
明崇祯十二年，鄉試中舉。順治三年，登進士。歷任安徽鳳陽縣、临淮(署)、淇县知县。以功擔任兵部主事，升至郎中。后又出为按察司佥事，分巡颍州、岭南道。